# 473
Năm 473 là một năm trong lịch Julius.